# Илија Нагулић
Илија Нагулић (Ћуприја, 21. август 1923 — Београд, 12. септембар 2007) био је српски неурохирург, и први шеф и оснивач Одељења за неурохирургију у данашњем Клиничком центру у Нишу, редовни професор Медицинског факултета у Београду, шеф Катедре за последипломске студије из неурохирургије, члан Катедре за офталмологију и експерименталну хирургију, комисије за магистарске и докторске тезе и учесник у оснивању Медицинског факултета у Орану (Алжир).

## Живот и каријера
Рођен је од оца Милутина (1885-1953) из Сталаћа, судије првостепеног суда, носиоца Албанске споменице, великог жупана Крушевачке и Моравске области и помоћника бана (подбана) Дунавске и Моравске бановине и мајке Десанке (1888-1971), рођене Урошевић из Вршца. Имао је млађег брата Светислава који је био такође лекар.
Похађао је гимназију у Крагујевцу, Нишу, Новом Саду и Сремским Карловцима, где је положио испит зрелости 1941. године. Учио је и усавршавао француски језик 1936. и 1939. године у Француској (Certificat d’etudes françaises Universite de Grenoble, Faculte des lettres). У Топлички партизански одред ступио је 1943. године, а крај рата дочекао као санитетски референт бригаде. Медицински факултет Универзитета у Београду уписао је 1945, а завршио 1952. године.
Као резидент неурохирургије провео је период од 1952. до 1957. године. Усавршавао се; 6 месеци у Француској - Лион (где је 1960 године стекао степен assistant étranger) и једну годину у Сједињеним Америчким Држава (1962-63). Потом је као гостујући професор боравио на неурохирургији Клинике „Ребро“ у Загребу 1957. у Фрајбургу 1969.године, Кингстону и Монтреалу 1970. године, Москви 1974. и 1976. године, Стокхолму и Цириху 1976. године, Кијеву 1986. године и др.
Магистрирао је на тему Одузетости доњих удова проузроковане туморима кауде еквине и лумбалном дискус хернијом, 1960; а докторирао 1980. одбраном дисертације под називом Неурохируршки приступи очној дупљи на Медицинском факултету у Београду.
Говорио је пет светских језика, биран је у сва наставна звања – од асистента (1957) до редовног професора (1980) Медицинског факултета у Београду; област рада васкуларна, функционална-стереотаксична, дечија неурохирургија; био шеф Катедре за последипломске студије из неурохирургије (1979–88), члан Катедре за офталмологију и експерименталну хирургију, комисије за магистарске и докторске тезе, ментор течаја специјализације из неурохирургије (1980–88). Др Илија Нагулић био је и начелник Одељења Б са дечјим одсеком (1962–73), шеф Одељења неурохирургије и учесник у оснивању Медицинског факултета у Орану (Алжир) у току пет семестара (1965–68); директор Неурохируршке клинике у Београду (1973–78), члан КПО и начелник Сектора клинике са два одељења и два одсека клинике (1978–88) и консултант Савезног института и Завода за рехабилитацију (1959–89).

## Дело
У Државној болници у Нишу, на Одељењу хирургије, тада млади специјалиста неурохирургије др Илија Нагулић прву неурохируршку интервенцију извео је, 1956. године, угледајући се на рад Миливоја и Слободана Костића и пратећи развој неурохирургије у Београду. Следеће године (1957) бројним неурохируршким операцијама у оквиру нишке хирургије, др Илија Нагулић је допринео основању Одељење за неурохирургију, из кога се касније развила Неурохируршка клиника Клиничког центра Ниш.
Старији нишки неурохирурзи памте, како је др Нагулић направио прву Кушинг иглу, од каниле која се уводи у кравље виме, и користио је за пункцију можданих комора.
Током своје професионалне каријере, проф. др Илије М. Нагулић је био прво шеф Катедре "Б" педијатријске неурологије а потом и директор Клинике (1973-78). Оснивач је и председник Неурохируршке секције Српског лекарског друштва), и члан Медицинске академије Наука, Европског удружење Неурохируршког друштава, пуноправни члан Међународног друштва за неурохирургију у педијатрији.
Нагулић је објавио 132 научна рада (21 у међународним часописима), и следеће књиге: Нурохирургија (универзитетски уџбеник), Функционална неурохирургију' (монографија). Такође је и аутор посебне технике мини-орбитотомије.
Проф. др Илије М. Нагулић дао је значајан допринос развоју микрохирургије, а стекао је и значајно искуством у хируршких процедура на каротидо-каверозним фистулама, користећи њихову емболизацију.
Он је био први који је применио физичку методу хлађења и хибернације у току хируршких процедура на крвних судова мозга; и међу првима који је обављају имплантацију радиоактивних изотопа у ткиво тумора мозга.
Преминуо је 12. септембра 2007. године. Сахрањен је на Новом гробљу у Београду.